# Alan Arkin
Pour les articles homonymes, voir Arkin.
 (juin 2023).
Si vous disposez d'ouvrages ou d'articles de référence ou si vous connaissez des sites web de qualité traitant du thème abordé ici, merci de compléter l'article en donnant les références utiles à sa vérifiabilité et en les liant à la section « Notes et références ».
Alan Arkin est un acteur, chanteur, scénariste et réalisateur américain, né le 26 mars 1934 à Brooklyn (New York) et mort le 29 juin 2023 à Carlsbad (Californie).
Nommé deux fois à l'Oscar du meilleur acteur (pour Les Russes arrivent en 1966 puis pour Le cœur est un chasseur solitaire en 1968), il est récompensé d'un Oscar du meilleur acteur dans un second rôle pour Little Miss Sunshine en 2006, avant d'être nommé une nouvelle fois dans cette catégorie pour Argo (2012).

## Biographie

### Jeunesse et débuts
Alan Wolf Arkin naît le 26 mars 1934 à Brooklyn, où il grandit au sein d'une famille juive d'intellectuels et d'artistes, immigrés de Russie et d'Allemagne avant de s'installer à Los Angeles lorsqu'Alan a 12 ans. Il manifeste dès son plus jeune âge une passion pour la musique et le théâtre, abandonnant ses études supérieures pour former avec Erik Darling (en) et Bob Carey un groupe de musique folk, The Tarriers (en), qui connaît le succès en 1956 avec une version de la chanson The Banana Boat Song, popularisée l'année précédente par Harry Belafonte. Il travaille aussi aux côtés de Lee Hays.
Vivant d'expédients et de petits boulots, il essaie tant bien que mal de décrocher des petits rôles à la télévision ou au théâtre. En 1957, il obtient le rôle d'un chanteur dans le film musical Calypso Heat Wave. Sur les planches, il commence à percer en rejoignant au début des années 1960 la célèbre troupe d'improvisation de Chicago, The Second City.

### Premiers rôles d'importance
Il décroche son premier rôle important à Broadway dans la pièce de Carl Reiner, Enter Laughing, qui lui vaut le Tony Award du meilleur second rôle masculin en 1963.
Au cinéma, son rôle dans Les Russes arrivent en 1966 lui apporte la notoriété ainsi qu'un Golden Globe du meilleur acteur dans un film musical ou une comédie et une nomination à l'Oscar du meilleur acteur. L'année suivante, il incarne un tueur psychopathe dans  Seule dans la nuit, avec Audrey Hepburn. 
En 1968, il incarne un sourd-muet dans Le cœur est un chasseur solitaire, prestation qui lui vaut sa deuxième nomination aux Oscars mais aussi L'Infaillible Inspecteur Clouseau dans lequel il interprète - pour la seule fois - le personnage créé quatre ans auparavant par  Peter Sellers. 

### Consécration

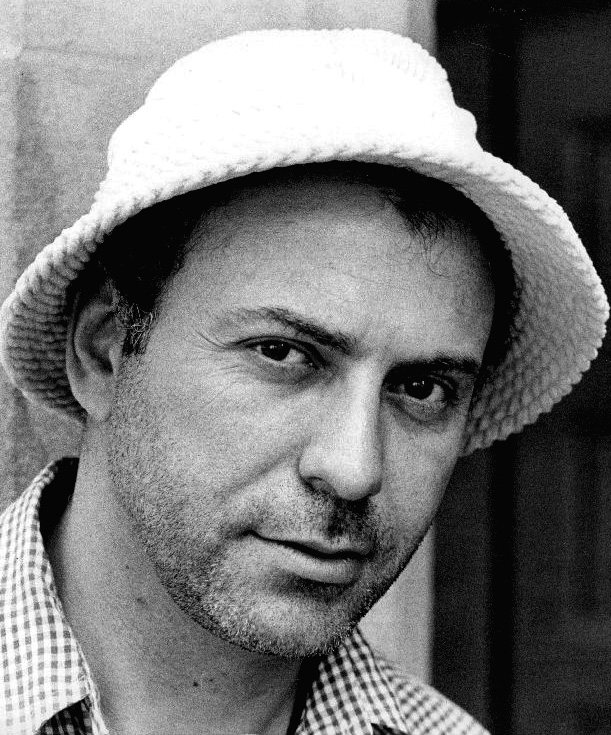
Alan Arkin en 1975.

Dans les années 1970, on le remarque dans Catch 22, pamphlet anti-guerre de Mike Nichols dans lequel il joue un bombardier de la United States Army Air Forces. Puis il joue dans Sherlock Holmes attaque l'Orient-Express de Herbert Ross. Il passe aussi à la réalisation en 1971 avec la satire Little Murders (en), d'après la pièce de Jules Feiffer. Il retourne à la réalisation en 1977 avec la comédie Schmok.
Bien que le rôle ne soit que secondaire, son interprétation du père de Winona Ryder dans Edward aux mains d'argent de Tim Burton sorti en 1990 reste pour beaucoup mémorable. 
En 1991, il incarne A. « Peevy » Peabody, le mentor du rôle titre incarné par Billy Campbell dans The Rocketeer de Joe Johnston. En 1992, il fait partie de la distribution d'ensemble de Glengarry.
En 1997, il incarne un policier traquant Ethan Hawke dans le film de science-fiction dystopique Gattaca d'Andrew Niccol.
Il revient dans les années 2000 avec la série Tribunal central de Sidney Lumet diffusée sur A&E dans le rôle d'un juge « trop » indulgent.
Mais cette décennie est surtout marquée par le long-métrage indépendant Little Miss Sunshine, succès surprise. Sa prestation de grand-père héroïnomane dans le film lui vaut l'Oscar du meilleur acteur dans un second rôle en 2007.
Il retrouve Steve Carell en 2008 dans la comédie Max la menace, adaptée de la série télévisée. Il partage ensuite la vedette avec Owen Wilson et Jennifer Aniston dans Marley et moi, où il incarne le patron d'un journal. En 2009, il collabore de nouveau avec les producteurs de Little Miss Sunshine en jouant le père d'Amy Adams et d'Emily Blunt dans Sunshine Cleaning, puis il campe le mari de Robin Wright dans Les Vies privées de Pippa Lee. 
En 2012, il joue dans le thriller politique Argo de Ben Affleck. Il tient le rôle d'un producteur de cinéma qui participe au sauvetage de six des otages de l’ambassade américaine durant la Révolution iranienne à Téhéran en 1979 en produisant un faux film servant de couverture à des agents de la CIA. Ce rôle lui vaut une nouvelle nomination à l'Oscar du meilleur acteur dans un second rôle.
En 2013, il incarne l'entraineur de Sylvester Stallone qui est opposé sur le ring à Robert De Niro dans la comédie Match retour de Peter Segal. Outre les retrouvailles entre les deux principaux acteurs plus de 15 ans après Copland, le film est également l'occasion de voir s'affronter les interprètes de Jake LaMotta et de Rocky Balboa.
De 2015 à 2016, il prête sa voix à l'écrivain J. D. Salinger dans la série d'animation à humour noir BoJack Horseman.
Avec Michael Caine et Morgan Freeman, il est un des « papys braqueurs » de la comédie Braquage à l'ancienne de Zach Braff, sortie en 2017. Il est également un des invités de la première saison de la série Get Shorty (en), d'après le roman (en) d'Elmore Leonard. 
De 2018 à 2019, il incarne dans les deux premières saisons de la série La Méthode Kominsky l'agent du coach pour acteurs campé par Michael Douglas.
Vingt-neuf ans après Edward aux mains d'argent, l'acteur retrouve le réalisateur Tim Burton en 2019 pour le film Dumbo, adaptation en prise de vues réelles du long métrage d'animation sorti en 1941. 
Dans le film, Arkin tient le rôle d'un magnat de Wall Street.
En 2020, Alan Arkin apparait dans le film d'action humoristique Spenser Confidential de Peter Berg. Il y tient le rôle du mentor de Mark Wahlberg qui interprète un policier sorti de prison qui décide d'enquêter sur la mort de deux anciens collègues.
En 2022, il prête sa voix au personnage de Wild Knuckles dans le film d'animation Les Minions 2 : Il était une fois Gru de Kyle Balda.

### Mort
Alan Arkin meurt le 29 juin 2023 à l'âge de 89 ans à Carlsbad en Californie où il réside.

### Vie privée
En 1955, Alan Arkin se marie avec Jeremy Yaffe, enceinte de son premier enfant Adam (né le 19 août 1956). Le couple a un deuxième fils, Matthew (en), né le 21 mars 1960, avant de divorcer en 1961.
Il se remarie en 1964 avec l'actrice et scénariste Barbara Dana, dont il divorce en 1994. De cette union naît un garçon, Anthony (Tony) Dana, en 1967
Il épouse en troisièmes noces la psychothérapeute Suzanne Newlander en 1996. Le nom de son personnage dans La Méthode Kominsky, Norman Newlander, est un clin d’œil à sa dernière femme.

## Filmographie

### Cinéma

#### En tant qu'acteur
- 1957 : Calypso Heat Wave de Fred F. Sears : chanteur des Tarriers

- 1963 : That's Me, court métrage de Walker Stuart
- 1966 : Les Russes arrivent de Norman Jewison (The Russians Are Coming the Russians Are Coming) : le lieutenant Rozanov
- 1966 : The Last Mohican, court métrage de Paul Leaf : Pretzel Peddler - également scénariste
- 1967 : Sept fois femme (Woman Times Seven), film à sketches de Vittorio De Sica, épisode Marie (The Suicides) : Fred
- 1967 : Seule dans la nuit (Wait Until Dark), de Terence Young : Harry Roat
- 1968 : L'Infaillible Inspecteur Clouseau (Inspector Clouseau) de Bud Yorkin : l'inspecteur Jacques Clouseau
- 1968 : Le cœur est un chasseur solitaire (The Heart Is a Lonely Hunter) de Robert Ellis Miller : John Singer
- 1969 : Popi d'Arthur Hiller : Abraham Rodriguez
- 1969 : The Monitors (en) de Jack Shea : caméo

- 1970 : Catch 22 (Catch-22) de Mike Nichols : le capitaine John Yossarian
- 1971 : Petits meurtres sans importance (en) (Little Murders) d'Alan Arkin : le lieutenant Practice
- 1972 : Deadhead Miles (en) de Vernon Zimmerman : Cooper
- 1972 : Last of the Red Hot Lovers (en) de Gene Saks : Barney Cashman
- 1974 : Les Anges gardiens (Freebie and the Bean) de Richard Rush : Bean
- 1975 : Rafferty et les Auto-stoppeuses (Rafferty and the Gold Dust Twins) de Dick Richards : Gunny Rafferty
- 1975 : Hearts of the West d'Howard Zieff : Burt Kessler
- 1976 : Sherlock Holmes attaque l'Orient-Express (The Seven-Per-Cent Solution) d'Herbert Ross : Sigmund Freud
- 1977 : Schmok (Fire Sale) : Ezra Fikus
- 1979 : Ne tirez pas sur le dentiste (The In-Laws) d'Arthur Hiller : Sheldon S. Kornpett - également producteur
- 1979 : Le Magicien de Lublin (The Magician of Lublin) de Menahem Golan : Yasha Mazur

- 1980 : Simon de Marshall Brickman : Simon Mendelssohn
- 1981 : Full Moon High de Larry Cohen : Dr Brand
- 1981 : Improper Channels (en) d'Eric Till : Jeffrey Martley
- 1981 : Chu Chu and the Philly Flash de David Lowell Rich : Flash
- 1982 : La Dernière Licorne de Jules Bass et Arthur Rankin Jr. : Schmendrick (voix)
- 1983 : The Return of Captain Invincible de Philippe Mora : Captain Invincible
- 1985 : Joshua Then and Now de Ted Kotcheff : Reuben Shapiro
- 1985 : Bad Medicine d'Harvey Miller : Dr Ramón Madera
- 1986 : Big Trouble de John Cassavetes : Leonard Hoffman

- 1990 : Coupe de Ville de Joe Roth : Fred Libner
- 1990 : Edward aux mains d'argent (Edward Scissorhands) de Tim Burton : Bill
- 1990 : Havana de Sydney Pollack : Joe Volpi
- 1991 : Les Aventures de Rocketeer (The Rocketeer) de Joe Johnston : A. « Peevy » Peabody
- 1992 : Glengarry (Glengarry Glen Ross) de James Foley : George Aaronow
- 1993 : Samuel Beckett Is Coming Soon' d'Alan Arkin : le metteur en scène
- 1993 : L'Été indien (Indian Summer) : Unca Lou Handler
- 1993 : Quand Harriet découpe Charlie ! (So I Married an Axe Murderer) de Thomas Schlamme : le commandant de police
- 1994 : L'Irrésistible North (North) de Rob Reiner : le juge Buckle
- 1995 : Jerky Boys, le film (The Jerky Boys: The Movie) de James Melkonian (en) : Ernie Lazarro
- 1995 : Faux frères, vrais jumeaux (Steal Big Steal Little) d'Andrew Davis : Lou Perilli
- 1996 : Manipulation (Mother Night) de Keith Gordon : George Kraft
- 1997 : Tueurs à gages (Grosse Pointe Blank) de George Armitage : Dr Oatman
- 1997 : Quatre jours en septembre (O Que É Isso, Companheiro?) de Bruno Barreto : 'Charles Burke Elbrick
- 1997 : Bienvenue à Gattaca (Gattaca) d'Andrew Niccol : l'inspecteur Hugo
- 1998 : Les Taudis de Beverly Hills (Slums of Beverly Hills) de Tamara Jenkins : Murray Samuel Abromowitz
- 1999 : Jakob le menteur (Jakob the Liar) de Peter Kassovitz : Max Frankfurter

- 2000 : Arigo d'Alan Arkin
- 2000 : Magicians de James Merendino : Milo
- 2001 : Couple de stars (America's Sweethearts) de Joe Roth : le guide
- 2001 : Thirteen Conversations About One Thing de Jill Sprecher : Gene
- 2004 : Eros — segment Équilibre de Steven Soderbergh : Dr Pearl / Hal
- 2004 : Noël, de Chazz Palminteri : Artie Venzuela
- 2006 : The Novice de Murray Robinson :  le père Benkhe
- 2006 : Firewall de Richard Loncraine : Arlin Forester
- 2006 : Little Miss Sunshine de Jonathan Dayton et Valerie Faris : Edwin Hoover
- 2006 : Super Noël 3 : Méga Givré (The Santa Clause 3: The Escape Clause) de Michael Lembeck : Bud Newman
- 2006 : Raising Flagg de Neal Miller : Flagg Purdy
- 2007 : Détention secrète de Gavin Hood : le sénateur Hawkins
- 2008 : Max la Menace (Get Smart) de Peter Segal : le chef
- 2008 : Marley et moi (Marley & Me), de David Frankel : Arnie Klein
- 2008 : Sunshine Cleaning de Christine Jeffs : Joe Lorkowski
- 2009 : Les Vies privées de Pippa Lee de Rebecca Miller : Herb Lee

- 2011 : Échange standard (The Change-Up) de David Dobkin : le père de Mitch
- 2011 : Thin Ice, de Jill Sprecher : Gorvy
- 2011 : Les Muppets, le retour (The Muppets) de James Bobin
- 2012 : Argo, de Ben Affleck : Lester Siegel
- 2013 : L'Incroyable Burt Wonderstone (The Incredible Burt Wonderstone) de Don Scardino : Rance Holloway
- 2013 : In Security d'Adam et Evan Beamer : l'officier Riggs
- 2013 : Match retour (Grudge Match) de Peter Segal : Louis « Lightning » Conlon
- 2013 : Les Derniers Affranchis (Stand Up Guys) de Fisher Stevens : Hirsch
- 2014 : Million Dollar Arm de Craig Gillespie : Ray Poitevint
- 2015 : Noël chez les Cooper (Love the Coopers) de Jessie Nelson : Bucky
- 2017 : Braquage à l'ancienne (Going in Style) de Zach Braff : Albert
- 2019 : Dumbo de Tim Burton : J. Griffin Remington
- 2020 : Spenser Confidential de Peter Berg : Henry Cimoli
- 2022 : Les Minions 2 : Il était une fois Gru de Kyle Balda : Wild Knuckles (voix)

#### En tant que réalisateur
- 1967 : TGIF - également scénariste
- 1969 : People Soup - également scénariste
- 1971 : Little Murders
- 1977 : Schmok (Fire Sale)
- 1993 : Samuel Beckett Is Coming Soon - également producteur
- 2000 : Arigo - également scénariste
- 2004 : Blood (Thinner Than Water) - également scénariste

### Télévision

#### En tant qu'acteur

##### Téléfilms
- 1974 : It Couldn't Happen to a Nicer Guy (en) de Cy Howard
- 1978 : The Other Side of Hell de Ján Kadár : Frank Dole
- 1978 : The Defection of Simas Kudirka (en) de David Lowell Rich : Simas Kudirka

- 1984 : A Matter of Principle de Gwen Arner : Flagg Purdy
- 1985 : The Fourth Wise Man (pt) de Michael Ray Rhodes : Orontes
- 1986 : Une affaire meurtrière de Jack Korty : Harold Kaufman
- 1987 : Les Rescapés de Sobibor (Escape from Sobibor) de Jack Gold : Leon Feldhendler
- 1988 : Necessary Parties de Gwen Arner : Archie Corelli  - également scénariste

- 1993 : Cooperstown de Charles Haid : Harry Willette
- 1993 : Taking the Heat de Tom Mankiewicz : Tommy Canard
- 1994 : Doomsday Gun (en) de Robert Young : le colonel Yossi
- 1996 : Heck's Way Home de Michael J.F. Scott : Dogcatcher
- 1999 : Blood Money d'Aaron Lipstadt : Willy the Hammer

- 2001 : Varian's War de Lionel Chetwynd : Freier
- 2003 : Les Hommes du Pentagone (en) (The Pentagon Papers) de Rod Holcomb : Harry Rowen
- 2003 : Pancho Villa dans son propre rôle (And Starring Pancho Villa as Himself) de Bruce Beresford : Sam Drebben

##### Séries télévisées
- 1964 : À l'ombre de Brooklyn (East Side, West Side) : Ted Miller (1er épisode)
- 1966 : ABC Stage 67, série télévisée, épisode The Love Song of Barney Kempinski de Stanley Prager (en) : Barney Kempinski
- 1970-1972 : 1, rue Sésame (Sesame Street) : Larry
- 1979 : Carol Burnett and Company (en) (1 épisode)
- 1983 : St. Elsewhere : Jerry Singleton (3 épisodes)
- 1985 : Faerie Tale Theatre : Bo (1 épisode)
- 1987 : Harry : Harry Porschak
- 1987 : A Year in the Life : Jim Eisenberg Sr. (1 épisode)
- 1994 : Picture Windows : Tully (épisode Soir bleu)
- 1997 : Chicago Hope : La Vie à tout prix (Chicago Hope) : Zoltan Karpathein' (1 épisode)
- 2001-2002 : Tribunal central (100 Centre Street) : Joe Rifkind (10 épisodes)
- 2005 : Will et Grace : Marty Adler (1 épisode)
- 2015-2016 : BoJack Horseman : J. D. Salinger (4 épisodes)
- 2017 : Get Shorty (en) : Eugene (saison 1, épisode 3)
- 2018-2019 : La Méthode Kominsky (The Kominsky Method) de Chuck Lorre : Norman Newlander (17 épisodes)

#### En tant que réalisateur
- 1975 : Twigs
- 1975 : Fay

## Autres activités
- Il est l'auteur de plusieurs livres dont certains pour enfants, parmi lesquels I, lemming.

## Récompenses et distinctions

### Récompenses
- Tony Awards 1963 : Meilleur second rôle masculin pour Enter Laughing

- Golden Globes 1967 : Meilleur acteur dans un film musical ou une comédie pour Les Russes arrivent

- Oscars 2007 : Meilleur acteur dans un second rôle pour Little Miss Sunshine

### Nominations
- Golden Globes 1967 : Révélation masculine de l'année pour Les Russes arrivent
- Oscars 1967 : Meilleur acteur pour Les Russes arrivent

- Golden Globes 1969 : Meilleur acteur dans un film dramatique pour Le cœur est un chasseur solitaire

- 27e cérémonie des Golden Globes 1970 : Meilleur acteur dans un film dramatique pour Popi

- Saturn Awards 1981 : Meilleur acteur pour Simon

- Golden Globes 1988 : Meilleur acteur dans une mini-série ou un téléfilm pour Les Rescapés de Sobibor
- Primetime Emmy Awards 1988 : Meilleur acteur dans une mini-série ou un téléfilm pour Les Rescapés de Sobibor

- Saturn Awards 1991 : Meilleur acteur dans un second rôle pour Edward aux mains d'argent

- Primetime Emmy Awards 1998 : Meilleur acteur invité dans une série télévisée dramatique pour Chicago Hope : La Vie à tout prix

- Primetime Emmy Awards 2004 : Meilleur acteur dans une mini-série ou un téléfilm pour Les Hommes du Pentagone

- Golden Globes 2013 : Meilleur acteur dans un second rôle pour Argo
- 85e cérémonie des Oscars 2013 : Meilleur acteur dans un second rôle pour Argo

- 77e cérémonie des Golden Globes 2020 : Meilleur acteur dans un second rôle dans une série, une mini-série ou un téléfilm pour La Méthode Kominsky
- Primetime Emmy Awards 2020 : Meilleur acteur dans un second rôle dans une série télévisée comique pour La Méthode Kominsky

## Voix francophones
Durant les années 1970 à 1990, Alan Arkin est doublé par François Chaumette dans Seule dans la nuit, Dominique Paturel dans Catch 22, Maurice Sarfati dans Les Anges gardiens et Ne tirez pas sur le dentiste, Jacques Ferrière dans Sherlock Holmes attaque l'Orient Express, Serge Lhorca  dans Coupe de Ville, Georges Claisse  dans Havana, Sady Rebbot dans Edward aux mains d'argent, Henri Virlogeux  dans Les Aventures de Rocketeer, Jean Lescot dans Bienvenue à Gattaca ou encore Gilles Segal dans Jakob le menteur.
Dans les années 2000, il est doublé par François Dunoyer dans  Couple de stars
et Eros, Jean-Pierre Gernez dans Tribunal central, Pierre Dourlens dans Marley et moi et Les Vies privées de Pippa Lee, Jean-Luc Kayser dans Firewall, Jean Lagache dans Détention secrète, Yves Barsacq dans Max la Menace et Loïc Houdré dans Sunshine Cleaning. Jean Lescot le retrouve dans les versions cinéma et DVD de Little Miss Sunshine, Christian Pélissier s'occupant du redoublage.
Dans les années 2010 , Jean Lescot  le retrouve dans Échange standard et L'Incroyable Burt Wonderstone, de même que Yves Barsacq dans Argo, Les Derniers Affranchis et Match retour. Dans cette décennie, Alan Arkin est également doublé par Philippe Catoire dans Les Muppets, le retour et Braquage à l'ancienne, ainsi que par Michel Voletti dans La Méthode Kominsky et Patrick Messe dans Dumbo. Frédéric Cerdal le double en 2020 dans Spenser Confidential.